# 1912–1913-as magyar labdarúgókupa
Az 1912–1913-as magyar kupa a sorozat 3. kiírása volt, melyen első alkalommal a Ferencvárosi TC csapata győzött.

## Döntő
| 1. csapat       | Eredmény | 2. csapat |
| --------------- | -------- | --------- |
| Ferencvárosi TC | 2–1      | BAK       |

| 1913. június 1. |

| Ferencvárosi TC | 2–1 | BAK |
| --------------- | --- | --- |
|                 |     |     |

| Üllői út, Budapest Nézőszám: 6 000 Játékvezető: Izsó László (magyar) |

## Külső hivatkozások
- 1912–1913-as magyar labdarúgókupa. magyarfutball.h. (Hozzáférés: 2014. június 21.)